# Литвин, Лука Семёнович
Лука Семёнович Литви́н (1876 — ?) — крестьянин, депутат Государственной думы I созыва от Киевской губернии.

## Биография
Крестьянин Черкасского уезда Киевской губернии. Окончил церковно-приходскую школу. Занимался письмоводством (служил распорядителем в сельском банке). Земледелец. Принадлежал Украинской народной партии, по другим сведениям входил в партию народной свободы.
21 апреля 1906 избран в Государственную думу I созыва от общего состава выборщиков Киевского губернского избирательного собрания. По одним сведениям вошёл в Конституционно-демократическую фракцию и в Украинскую громаду, по другим оставался в Думе беспартийным. Поставил свою подпись под законопроектом «О гражданском равенстве». Участвовал в прениях по аграрному вопросу.
В 1917 году вошел в состав Черкасской мировой народной управы.
Дальнейшая судьба и дата смерти неизвестны.

### Рекомендованные источники
- Российский государственный исторический архив. Фонд 1278. Опись 1 (1-й созыв). Дело 122. Лист 14 оборот; Фонд 1327. Опись 1. 1905 год. Дело 141. Лист 75; Дело 143. Лист 58 оборот.